# Eleutherodactylus leprus
Espèce
Synonymes
- Syrrhophus leprus Cope, 1879
- Syrrhopus leprus cholorum Neill, 1965
- Eleutherodactylus cholorum (Neill, 1965)

Statut de conservation UICN

 VU B1ab(iii) : Vulnérable
Eleutherodactylus leprus est une espèce d'amphibiens de la famille des Eleutherodactylidae.

## Répartition
Cette espèce se rencontre jusqu'à 500 m d'altitude au Mexique dans les États d'Oaxaca, de Veracruz, du Chiapas et du Tabasco, au Belize et au Guatemala.

## Publication originale
- Cope, 1879 : Eleventh contribution to the herpetology of tropical America. Proceedings of the American Philosophical Society, vol. 18, p. 261–277 (texte intégral).